# Франсезінья
Франсезінья (порт. Francesinha), що  перекладі означає «маленька француженка» — сандвіч родом із Порту (Португалія), складається із двох скибок підсмаженого хліба, між якими в'ялена шинка, лінгвіса, свіжа ковбаса чиполата, яловичий стейк або смажене м'ясо. Цей сандвіч покривають сиром з усіх сторін та ставлять у духову шафу доки сир не почне плавитись. Поливають гарячим і густим пряним томатним, пивним соусами та соусами з чилі або пірі-пірі.
Зазвичай подається з картоплею фрі та свіжим португальським пивом.

## Історія
Даніель да Сілва, емігрант з Франції та Бельгії, намагався адаптувати кроке-месьє до португальського смаку, коли переїхав до Порту. Він вперше створив спеціальний соус і заповнив бутерброд з місцевими м'ясами в 1953 році в ресторані «A Regaleira» в Порту; франсезінья швидко стала дуже популярною стравою і глибоко асоціювалася з містом, хоча її іноді можна зустріти і в інших містах Португалії.

## Сучасність
Порту та його околиці — традиційна територія франсезіньї, яку подають багато ресторанів та кафе. Також цей сандвіч можна легко знайти в кількох інших місцях на півночі Португалії. У центрі та на півдні — знайти важче, проте все більше ресторанів, барів та кафе подають цю закуску, особливо в туристичних напрямках, таких як пляжні курорти, починаючи від Фігейра-да-Фош до Албуфейри. У Лісабоні в ряді барів та ресторанів подають різноманітні види франсезіньї, включаючи варіанти, із зеленим соусом.
Через те, що немає стандартного рецепта для франсезіньї, у різних ресторанах є варіації на класичний сандвіч, такі як:
- Кафе Barcarola (Порту): Francesinha à Barcarola — особлива франсезінья з креветками;
- Кафе Ábaco (Порту): Francesinha de carne assada — франсезінья із смаженою свининою;
- Кафе A Cascata (Порту): Francesinha à Cascata — франсезінья з грибами та вершками ;
- Ресторан Cunha (Порту): Francesinha à Cunha — надзвичайно велика франсезінья.

## Соус
Пляшки з соусом «Франсезінья» продаються в супермаркетах по всій країні з 2000-х років, що може бути пов'язано зі зростанням популярності сендвічів поза мегаполісом Порту. Проте у кожного ресторану — це свій власний секретний рецепт, проте у кожному з них обов'язково присутнє пиво.
Більшість, хоча і не всі, соусів приготовані з томатів і відрізняються між собою за ступенем пікантності.

## Див. Також
- Лінгвіса